# لانت
لانت (به فرانسوی: Lanthes) یک کمون در فرانسه با جمعیت ۲۴۴ نفر است که در Canton of Seurre واقع شده‌است.